# Lâ-Todin (département)
Lâ-Todin est un département et une commune rurale situé dans la province du Passoré de la région Nord au Burkina Faso. En 2006, le département comptait 28 192 habitants.

## Villages
Le département se compose d'un village chef-lieu (populations actualisées en 2006) :
- Lâ-Todin (7 587 habitants)

et de quinze villages :
- Baribsi (924 habitants)
- Bissiga (1 246 habitants)
- Gogho (1 422 habitants)
- Kalamtogo (1 533 habitants)
- Kingria (2 967 habitants)
- Kollo (2 057 habitants)
- Loungo (4 298 habitants)
- Minissia (1 728 habitants)
- Nimpouy (1 446 habitants)
- Pendogo (786 habitants)
- Ramessoum (560 habitants)
- Sissamba (672 habitants)
- Sougbini (316 habitants)
- Titon (357 habitants)
- Veh (293 habitants)